# スピリンベルゴ
スピリンベルゴ（伊: Spilimbergo）は、イタリア共和国フリウリ＝ヴェネツィア・ジュリア州ポルデノーネ県にある、人口約12,000人の基礎自治体（コムーネ）。

## 地理

### 位置・広がり

#### 隣接コムーネ
隣接するコムーネは以下の通り。括弧内のUDはウーディネ県所属を示す。
- アルバ
- ディニャーノ (UD)
- フライバーノ (UD)
- ピンツァーノ・アル・タリアメント
- サン・ダニエーレ・デル・フリウーリ (UD)
- サン・ジョルジョ・デッラ・リキンヴェルダ
- セクアルス
- ヴィヴァーロ

### 気候分類・地震分類
スピリンベルゴにおけるイタリアの気候分類 (it) および度日は、zona E, 2626 GGである。
また、イタリアの地震リスク階級 (it) では、zona 2 (sismicità media) に分類される。

## 行政

### 分離集落
スピリンベルゴには、以下の分離集落（フラツィオーネ）がある。
- Barbeano, Baseglia, Gaio, Gradisca, Istrago, Tauriano, Vacile